# Бесторангыл
Бесторангыл (каз. Бесторанғыл, до 2008 г. — Ильич) — аул в Отырарском районе Туркестанской области Казахстана. Входит в состав Караконырского сельского округа. Код КАТО — 514839500.

## Население
В 1999 году население аула составляло 188 человек (91 мужчина и 97 женщин). По данным переписи 2009 года, в ауле проживало 208 человек (106 мужчин и 102 женщины).